# Ілгишево
Ілги́шево (рос. Илгышево, чув. Йăлкăш) — присілок у Чувашії Російської Федерації, центр Ілгишевського сільського поселення Аліковського району.
Населення — 227 осіб (2010; 284 в 2002, 324 в 1979, 559 в 1939, 380 в 1926, 306 в 1897, 221 в 1858, 156 в 1795).
Національний склад:
- чуваші — 99 %

## Історія
Історичні назви — Ілгішева, Ілгиші, Ілгушева. До 1724 року селяни мали статус ясачних, до 1866 — державних, займались землеробством, тваринництвом. 1902 року відкрито церковнопарафіяльну школу. На початку 20 століття діяло 7 вітряків, 2 кузні. 1929 року створено колгосп. До 1927 року присілок входив до складу Аліковської сотні Юмачевської та Аліковської волостей Курмиського повіту, Шуматовської, Селоустьїнської та Аліковської волостей Ядринського повіту, з переходом на райони 1927 року — спочатку у складі Аліковського, у період 1962–1965 років — у складі Вурнарського, після чого знову переданий до складу Аліковського району.

## Господарство
У присілку діють школа, фельдшерсько-акушерський пункт, бібліотека, спортивний майданчик та магазин.